# Abaliget
Abaliget ([ˈɒbɒliɡɛt], tiếng Đức: Abaling) là một thị trấn thuộc hạt Baranya, Hungary. Thị trấn này có diện tích 16,09 km², dân số năm 2010 là 588 người, mật độ 37 người/km².